# Bordea negrei
Bordea negrei är en spindelart som först beskrevs av Dresco 1951.  Bordea negrei ingår i släktet Bordea och familjen täckvävarspindlar. Inga underarter finns listade.